# Velberter Rose

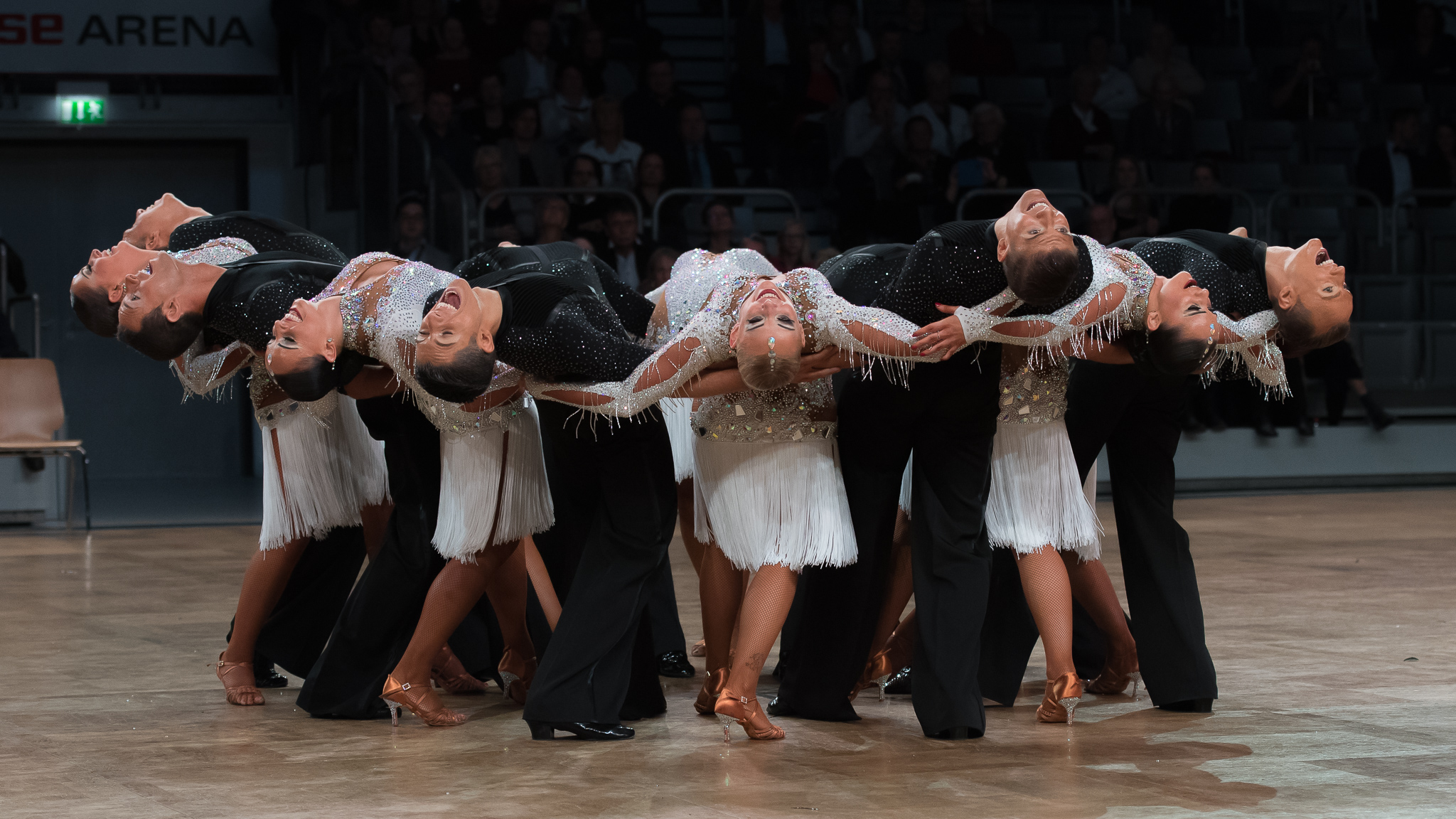
Velberter Rose (Formationsgemeinschaft TTC Rot-Weiss-Silber Bochum/1. TSZ Velbert)

Die Velberter Rose ist eine Figur aus dem Formationstanz, bei der die Damen einen geschlossenen Innen- und die Herren einen geschlossenen Außenkreis mit dem Gesicht zur Kreismitte bilden. Die Herren schlüpfen dabei mit den Oberkörpern unter den gefassten Händen der Damen durch, ohne dabei selbst die Umfassung aufzulösen. Durch diesen Effekt entsteht ein enger Kreis, bei dem sich die Herren wie die Damen nach hinten beugen, was den optischen Effekt einer aufblühenden Rose hat.

## Historie
In Bereich der Lateinformationen wurde die Velberter Rose erstmals vom TSC Kongress Gelsenkirchen (Trainer: Jürgen Zumholte) bei der Weltmeisterschaft 1982 aufgeführt, hier noch unter dem Namen „Gelsenkirchener Rose“ bzw. „Kongress-Rose“. Die Namensgebung wird dem TSZ Velbert zugesprochen, da die Lateinformation aus Gelsenkirchen später in Velbert das Tanzsportzentrum gründete.

## Bedeutung
Die Velberter Rose wird hauptsächlich im nicht wertungsrelevanten Ein- und Ausmarsch getanzt, da sie technisch zwar nicht schwierig, aber für das Publikum optisch sehr wirkungsvoll ist. Die Figur wird teilweise auch im Standardbereich in verschiedenen Varianten getanzt, da der Effekt mit den schwingenden Standardkleidern groß ist.